# ATP Cleveland 1972
L'ATP Cleveland 1972 è stato un torneo di tennis giocato sul cemento. È stata la 1ª edizione dell'ATP Cleveland, che fa parte del World Championship Tennis 1972. Si è giocato a Cleveland negli USA, dal 7 al 13 agosto 1972.

## Campioni

### Singolare
Mark Cox ha battuto in finale  Ray Ruffels con il punteggio di 6–3 4–6 4–6 6–3 6–4

### Doppio
Cliff Drysdale /  Roger Taylor hanno battuto in finale  Frank Froehling /  Charles Pasarell con il punteggio di 7–6, 6–3